# Sar-e Pol
Sar-e Pol é uma cidade do Afeganistão, capital da província de Sar-e Pol.